# Schöller-Dornap
Das Wuppertaler Wohnquartier Schöller-Dornap ist eines von neun Quartieren des Stadtbezirks Vohwinkel. Er wurde aus zwei 1975 zu Wuppertal eingemeindeten Gebieten, dem zuvor zum Amt Gruiten gehörigen Schöller und dem ehemals Wülfrather Ortsteil Dornap sowie einem Streifen, der bis 1929 zum selbständigen Vohwinkel gehörte, gebildet. Die drei Siedlungsschwerpunkte bilden die größten Dörfer Dornap, Schöller und Hahnenfurth.

## Geographie
Das 8,08 km² große Wohnquartier ist das flächenmäßig zweitgrößte Wohnquartier Wuppertals, ist aber nur spärlich besiedelt.
Es grenzt im Norden an die Stadt Wülfrath mit den Grenzlinien Düssel und Bahnstrecke Wuppertal-Vohwinkel–Essen-Überruhr, im Osten an der Bundesautobahn 535 an die Wohnquartiere Eckbusch und Varresbeck, im Süden ohne natürliche Grenzlinien an die Wohnquartiere Lüntenbeck, Tesche und Osterholz und im Westen an die Städte Mettmann und Haan.
Neben den beiden Hauptsiedlungen gehören die Höfe, Außenortschaften und Siedlungen Osterholz (mit Neu-Amerika), Holthausen, Holthauser Heide, Bellenbusch, Kahlenbusch, Groß- und Kleindrinhausen, Hahnenfurth, Am Heister, Bollenbergsdorf, Buntenbeck, Hanielsfeld, Nösenberg, Siepen, Steinenhaus, Am Höfchen, Niederfurth, Wieden, ein Teil des Guts Steinberg, Kirchenfeld, Radenberg, Kirchenhöhe, Bück und Düsselerhöhe zu dem Wohnquartier.
An das Fernstraßennetz ist Schöller-Dornap über die Bundesautobahn 535 und die Bundesstraßen 7 und 224 angeschlossen. Die Bahnstrecken Wuppertal-Vohwinkel–Essen-Überruhr mit dem Haltepunkt Wülfrath-Aprath und Bahnstrecke Düsseldorf-Derendorf–Dortmund Süd durchqueren das Wohnquartier. Der Bahnhof Dornap-Hahnenfurth wird nicht mehr als Bahnhalt genutzt. Es bestehen konkrete Planungen, durch eine neue Verbindungskurve die beiden Bahnstrecken in Dornap zusammenzuführen. In Radenberg befindet sich die einzige Schule, eine Grundschule.
Große Flächen werden durch fünf Kalksteinbrüche eingenommen, von denen noch zwei (Grube Osterholz von den Kalkwerke H. Oetelshofen GmbH & Co. KG und Grube Hahnenfurth und der Firma Rheinkalk) bewirtschaftet werden. Teile des Waldgebietes Osterholz liegen im Süden.